# شکروبا
شکروبا (به ترکی استانبولی: Şekeroba) شهری است در کشور ترکیه که در استان قهرمان مرعش واقع شده‌است. جمعیت این شهر بر اساس سرشماری سال ۲۰۰۸ میلادی ۷٬۱۵۶ نفر و بر اساس برآوردهای سال ۲۰۰۹ میلادی ۷٬۳۰۳ نفر می‌باشد.